# Я прихожу с дождём
«Я прихожу с дождём» (фр. Je viens avec la pluie, кит. 幻雨追緝, англ. I come with the rain) — триллер 2009 года, сценаристом и режиссёром которого является французский режиссёр вьетнамского происхождения Чан Ань Хунг, с Джошем Хартнеттом в главной роли.
После трёх фильмов о Вьетнаме («Аромат зеленой папайи», «Велорикша», «Вертикальный луч солнца») Чан Ань Хунг намеревался сделать боевик в стиле барокко, страстный триллер, интенсивный и поэтический, с тремя характерными персонажами из мистических фильмов западного мира: серийным убийцей, частным детективом и фигурой Христа.
Музыка была написана лауреатом премии «Оскар» Густаво Сантаолалья и альтернативной рок-группой Radiohead.
Слоганы фильма:
- «Вы можете найти путь к спасению?» (англ. Can you find the path to Redemption?)
- «Страсть. Насилие. Физическая боль. Ничто так не жестоко, как раны души.» (англ. Passion. Violence. Physical pain. Nothing is as tough as the wounds of the soul.)

Премьера фильма состоялась 14 мая 2009 года во Франции на Каннском кинорынке. В России первый показ состоялся 2 сентября 2010 года.

## Сюжет
Клайн работает частным детективом спустя два года после убийства серийного маньяка Хэсфорда во время исполнения своих служебных обязанностей. Но его до сих пор мучают призраки прошлого.
Хозяин крупной фармацевтической компании нанимает Клайна, чтобы найти своего единственного сына Шитао, который загадочно исчез на Филиппинах, где помогал в сиротском приюте.
Клайн, направляясь по следу, отправляется в джунгли Минданао, затем в Гонконг, где заручается поддержкой Менг Цзы, знакомого офицера полиции. Поиски сталкивают детектива с боссом местного синдиката организованной преступности Су Донгпо, имеющим проблемы из-за своей страсти к подруге-наркоманке Лили и тоже ищущим Шитао.
Менг Цзы пытаются убить, из-за чего он оказывается в больнице. Оказавшись между двух огней: полицией Гонконга и мафией Су Донгпо, — Клайн остаётся один в незнакомом городе.
Проживая в потрёпанной квартире, Клайн пытается думать, как Шитао, но страшные воспоминания о Хэсфорде, чьей особенностью было отрубание ещё живым жертвам конечностей и составление из них скульптур, не дают ему покоя.
Через несколько недель, когда Клайн собирается покинуть Гонконг, он находит Шитао.

## В ролях
- Джош Хартнетт — Клайн
- Чан Ны Йен Кхе — Лили
- Ли Бён Хон — Су Донгпо
- Такуя Кимура — Шитао
- Шон Юе Ман Лок — Менг Цзы
- Элиас Котеас — Хэсфорд
- Эусебио Понсела — Варгас

## Съёмки
Съёмки проходили с 31 июля по октябрь 2007 года в Лос-Анджелесе, Гонконге и на острове Минданао (Филиппины), что позволило задействовать как западных, так и азиатских актёров.

## Саундтрек
- Polmo Polpo:
  - Low Breathing
  - Complete Breath
  - Requiem For a Fox

- Godspeed You! Black Emperor:
  - 09-15-00
  - Terrible Canyons of Static

- Radiohead:
  - Nude
  - Climbing Up the Walls
  - Bullet Proof (Wish I Was)

- Rodrigo Orbase — Cintong Araw

- Густаво Сантаолалья — Crash Landing

- A Silver Mt. Zion:
  - This Gentle Hearts Like Shot Bird’s Fallen
  - Sisters! Brothers! Small Boats of Fire Are Falling From the Sky
  - 13 Blues For Thirteen Moons
  - Could’ve Moved Mountains
  - The Triumph of Our Tired Eyes
  - Take These Hands and Throw Them in the River
  - Built Then Burnt [Hurrah! Hurrah!]
  - 13 Angels Standing Guard 'round the Side of Your Bed

- Explosions In the Sky — First breath after coma

## Технические характеристики
- Формат изображения: 2.35 : 1
- Камера: Panavision Genesis HD Camera, Panavision Primo Lenses
- Формат копии: 35 mm (anamorphic)
- Формат съёмок: HDCAM
- Изображение: цветное